# Петрикове
Пе́трикове —  село в Україні, у Дубовиківській сільській громаді Синельниківського району Дніпропетровської області. Населення становить 106 осіб. До 2020 року орган місцевого самоврядування — Чаплинська селищна рада.

## Історія
7 (20) листопада 1917 року, відповідно до Третього Універсалу Української Центральної Ради, увійшло до складу Української Народної Республіки.
12 червня 2020 року, відповідно до розпорядження Кабінету Міністрів України № 709-р від «Про визначення адміністративних центрів та затвердження територій територіальних громад Дніпропетровської області», увійшло до складу Дубовиківської сільської громади.
19 липня 2020 року, в результаті адміністративно-територіальної реформи та ліквідації Васильківського району, село увійшло до складу новоутвореного Синельниківського району.

## Географія
Село Петрикове розташоване в центральній частині Синельниківського району. На південному сході межує з селом Скотувате, на сході з селом Рівне, на півночі з селом Журавлинка та селищем Чаплине та на заході з селом Григорівка. Селом протікає річка Балка Петрикова. Поруч проходить автомобільна дорога Т 0406.

## Населення

### Мова
Розподіл населення за рідною мовою за даними перепису 2001 року:
| Мова       | Кількість | Відсоток |
| ---------- | --------- | -------- |
| українська | 104       | 98.11%   |
| російська  | 2         | 1.89%    |
| Усього     | 106       | 100%     |